# Dendromicrohabitat
Un dendromicrohabitat, ou dendro-microhabitat, est une structure distincte et bien délimitée se trouvant sur des arbres vivants ou morts sur pied, qui constitue un substrat ou un site de vie particulier et essentiel pour les espèces ou les communautés d'espèces pendant au moins une partie de leur cycle de vie.

## Typologies
Il existe sept formes générales de dendromicrohabitat qui partagent la même physionomie et les mêmes caractéristiques fonctionnelles :
- les cavités, pouvant être formées par des pics, de la pourriture du bois ou pouvant être une particularité morphologique de l'arbre, comme les dendrotelmes, les contreforts ;
- les blessures laissant apparaître l'aubier, d'origine souvent accidentelle (rupture du tronc ou de branches à cause du vent, de la neige ou encore de la foudre) ;
- le bois mort du houppier ;
- les excroissances comme les broussins, les balais de sorcière ou encore les chancres ;
- les fructifications fongiques (comme les polypores) et les myxomycètes ;
- les structures épiphytiques, épixyliques ou parasitaires, comme les bryophytes, lichens, fougères, nids de vertébrés ou d'invertébrés ;
- les exsudats comme la coulée de sève ou la résinose.